# Jachówka (województwo małopolskie)
Jachówka – wieś w Polsce, położona w województwie małopolskim, w powiecie suskim, w gminie Budzów.
W latach 1954–1960 wieś należała i była siedzibą władz gromady Jachówka, po jej zniesieniu w gromadzie Budzów. W latach 1975–1998 wieś administracyjnie należała do województwa bielskiego.

## Położenie
Leży w Beskidzie Makowskim, w dolinie potoku Jachówka, u północnego podnóża Makowskiej Góry.

## Integralne części wsi
| części wsi | Adamkówka, Chojnówka, Celakówka, Głowaczówka, Goczałówka, Jeżówka, Kachnicówka Dolna, Kachnicówka Górna, Kowalówka, Matusakówka, Morągówka, Ogarówka, Piątkówka, Prymulówka, Radwanówka, Rzadkówka, Skupniówka, Sołtystwo, Strączkówka, Suwajówka, U Maliny, Worownikówka, Zagroda, Zagrody Górne, Zającówka, Zmarzówka |

## Historia
Jachówka została założona w XIV w. przez Kazimierza Wielkiego. Swą nazwę wzięła od pierwszego osadnika Jacha.
Pod koniec XIX w. wieś liczyła 151 domów i 868 mieszkańców wyznania rzymsko-katolickiego, należących do parafii w sąsiedniej Bieńkówce. Mieli oni 574 morgi roli, 46 mórg łąk i ogrodów, 1004 morgi pastwisk i 344 morgi lasu. 15 mórg lasu było własnością ks. Maurycego Montléart. Słownik geograficzny Królestwa Polskiego w 1882 r. pisał: Z powodu nieurodzajności gleby, w której przeważa glinka z kamieniem, trudni się ludność handlem i przemysłem i dlatego odbywa często dalekie podróże. Zamożna ludność, oceniając korzyści nauki i dobrego nauczyciela, dopłaca na utrzymanie nauczyciela 50 zł. (...) Mimo odludnego położenia każdy mieszkaniec umie czytać i pisać. Wody Jachówki napędzały wówczas we wsi 3 młyny i 11 traczów (tartaków).
Do miejscowych zabytków należy m.in. przydrożna kapliczka z 1830 r. Znajduje się tu również dom rodzinny katolickiej mistyczki Rozalii Celakówny.

## Religia
- Parafia Najświętszego Serca Pana Jezusa w Jachówce

## Związani z Jachówką
- Służebnica Boża Rozalia Celakówna (1901–1944) – pielęgniarka, mistyczka katolicka
- Jan Sałapatek (1923–1955) – żołnierz antykomunistycznego ruchu oporu, zamordowany w 1955 roku przez Urząd Bezpieczeństwa.

## Grafika

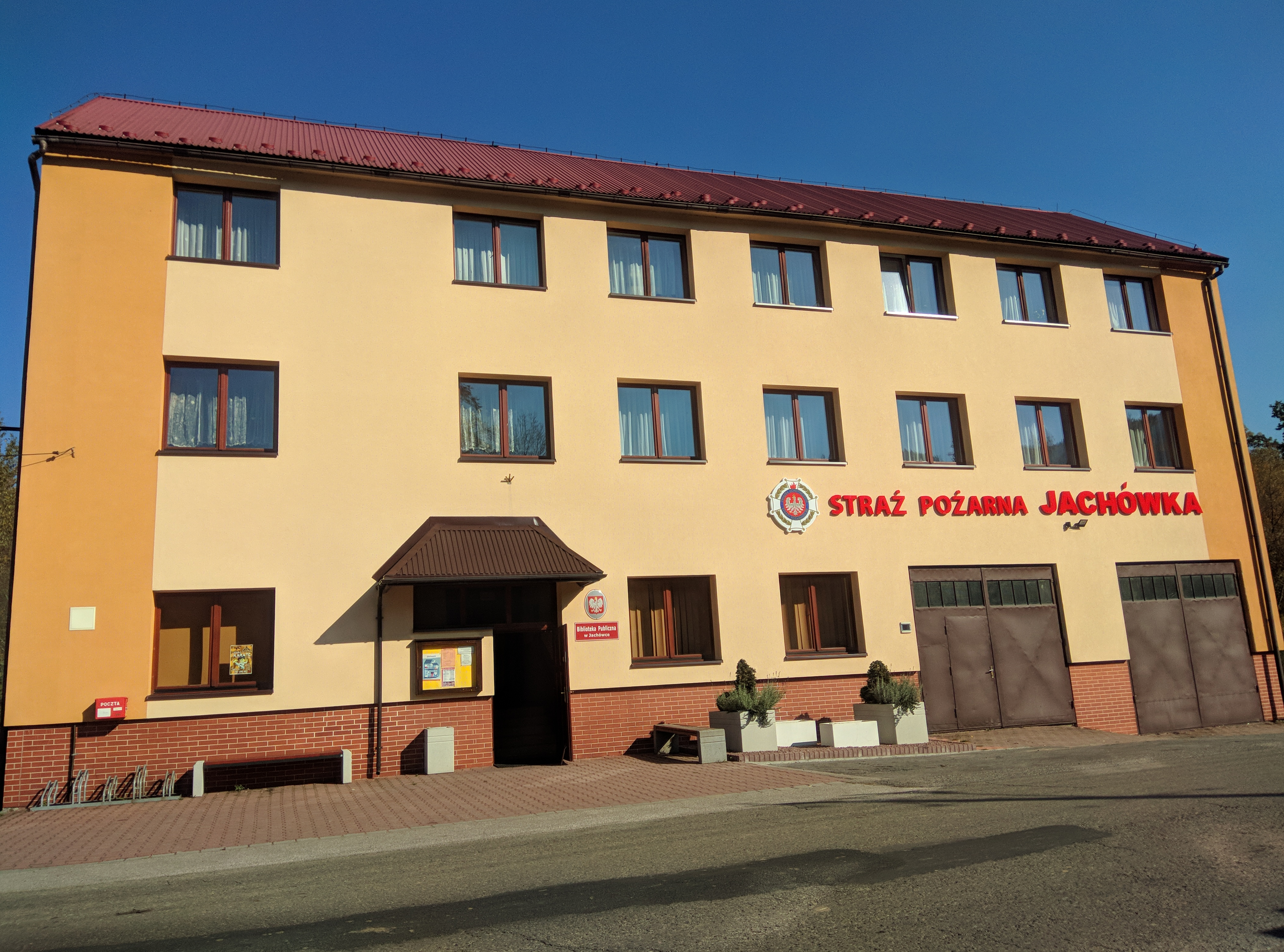
Remiza OSP
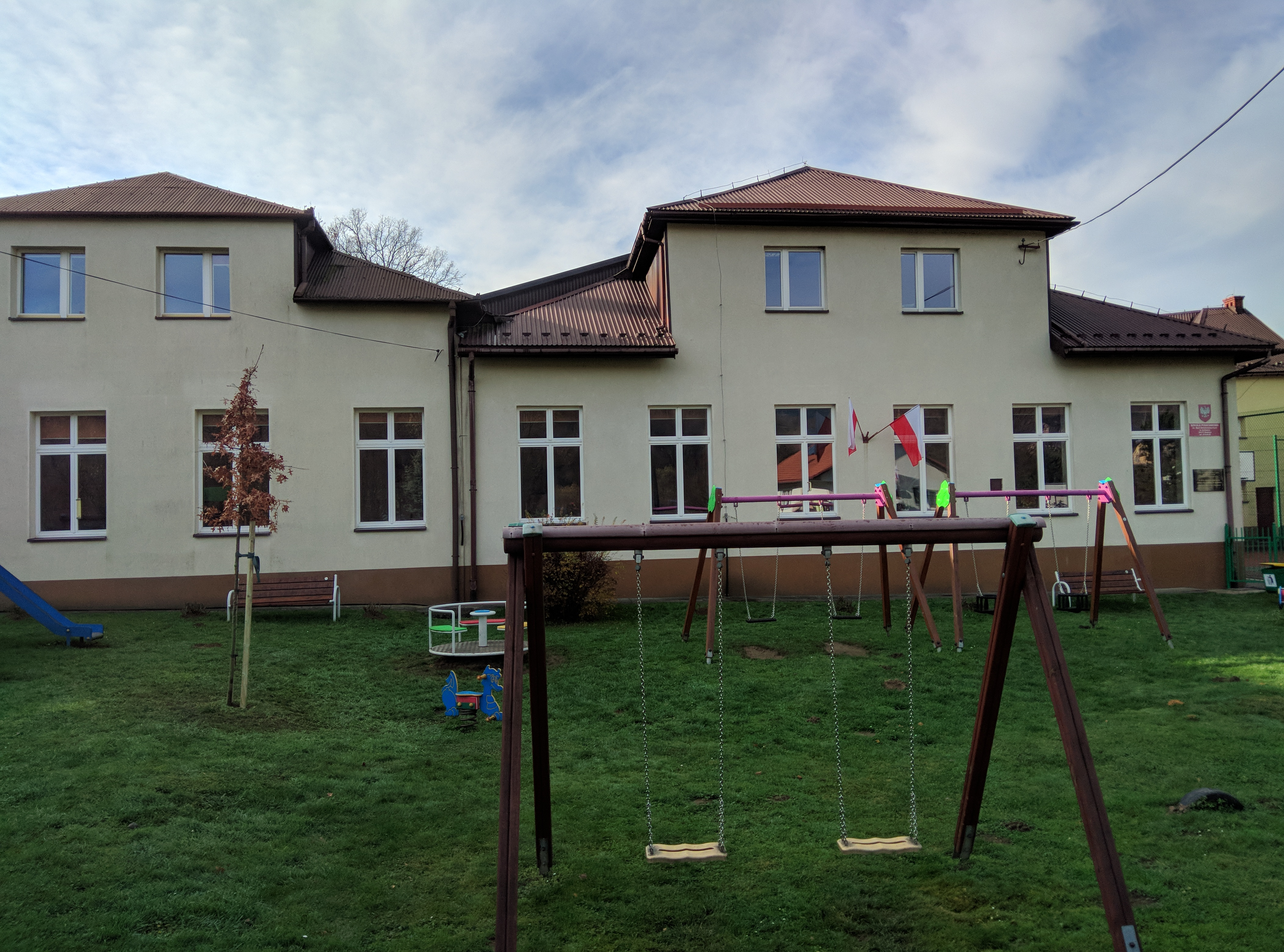
Budynek Szkoły Podstawowej im. Marii Curie-Skłodowskiej w Jachówce
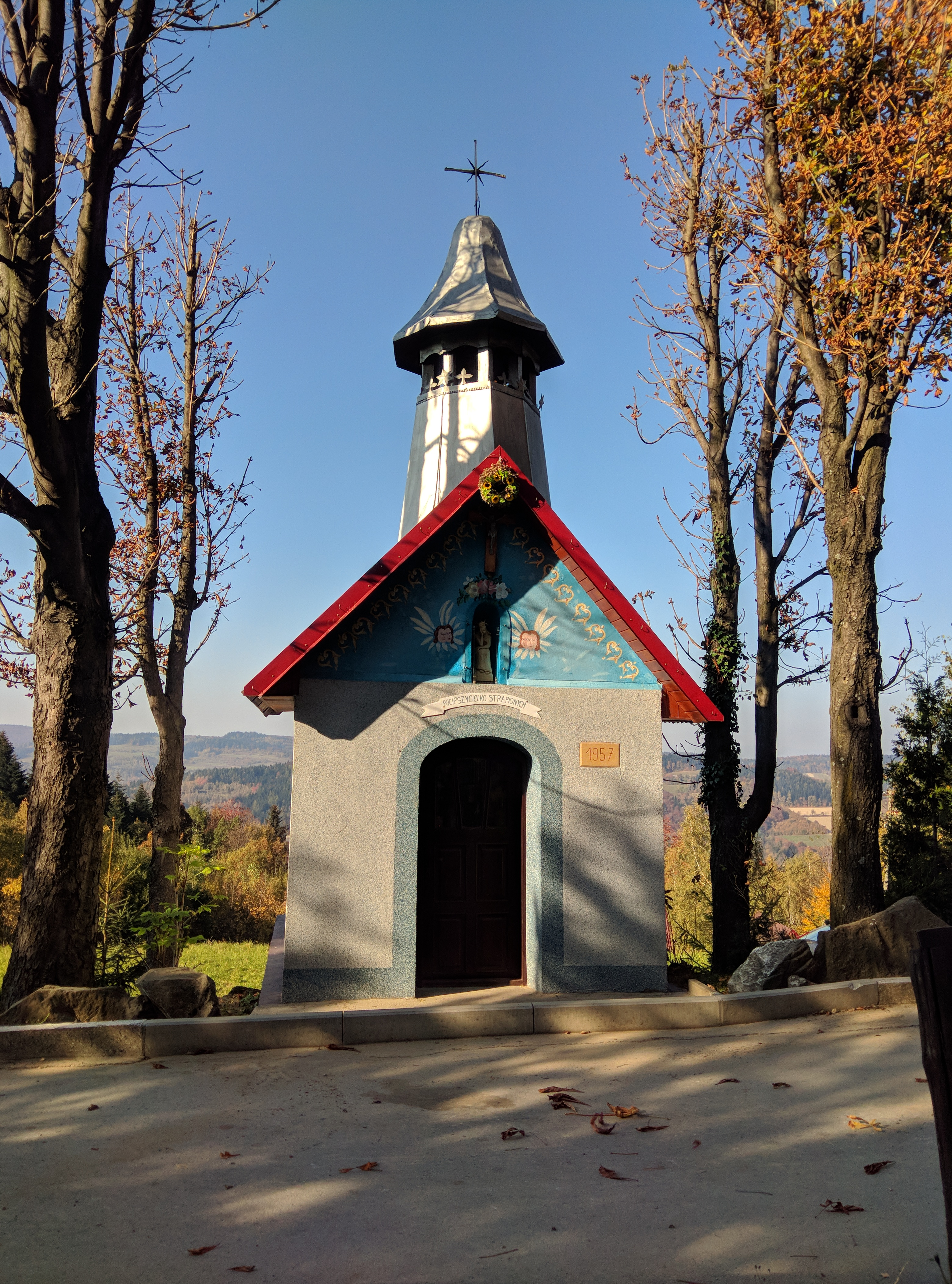
Kapliczka murowana z 1957
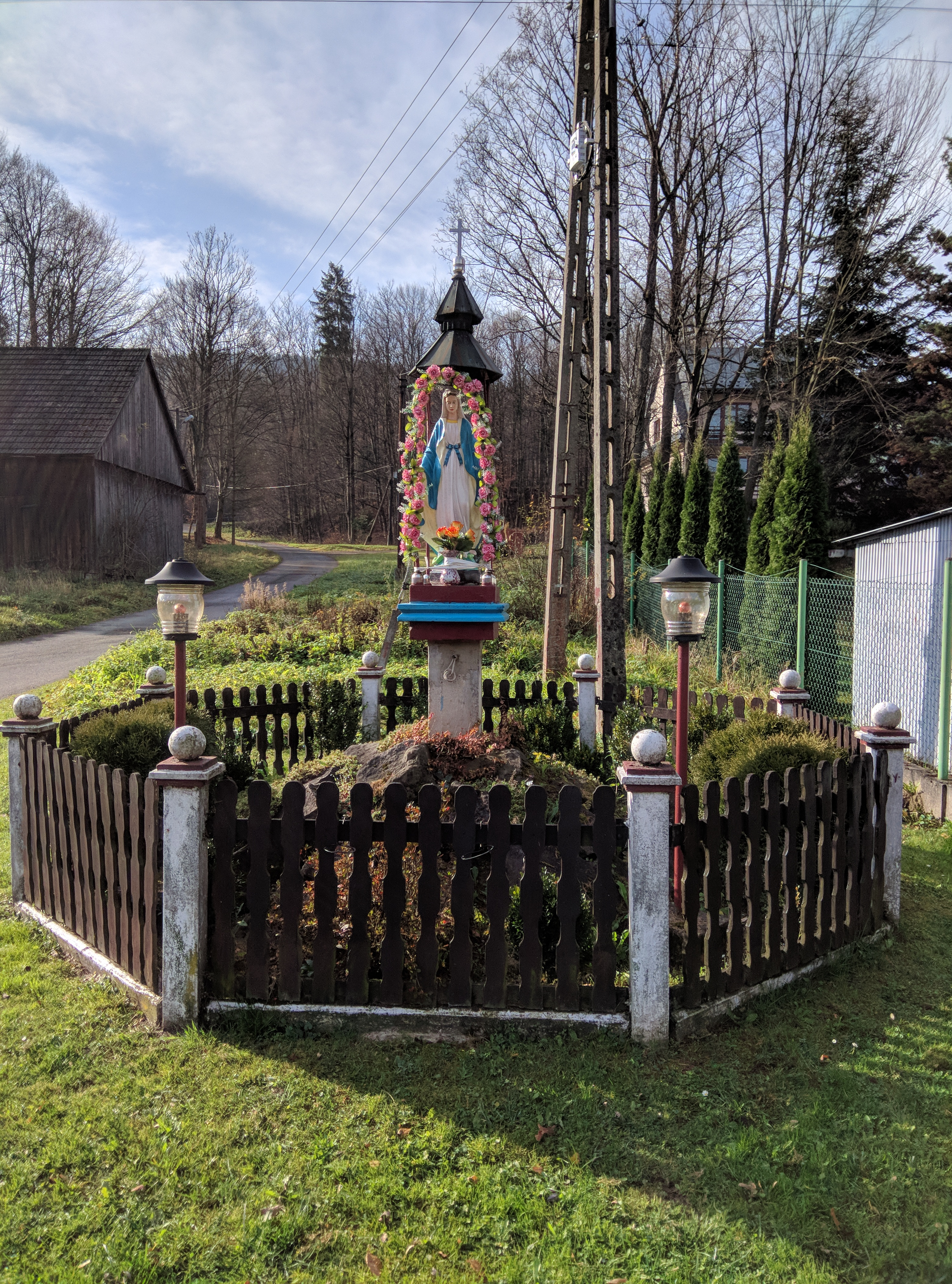
Kapliczka Matki Boskiej
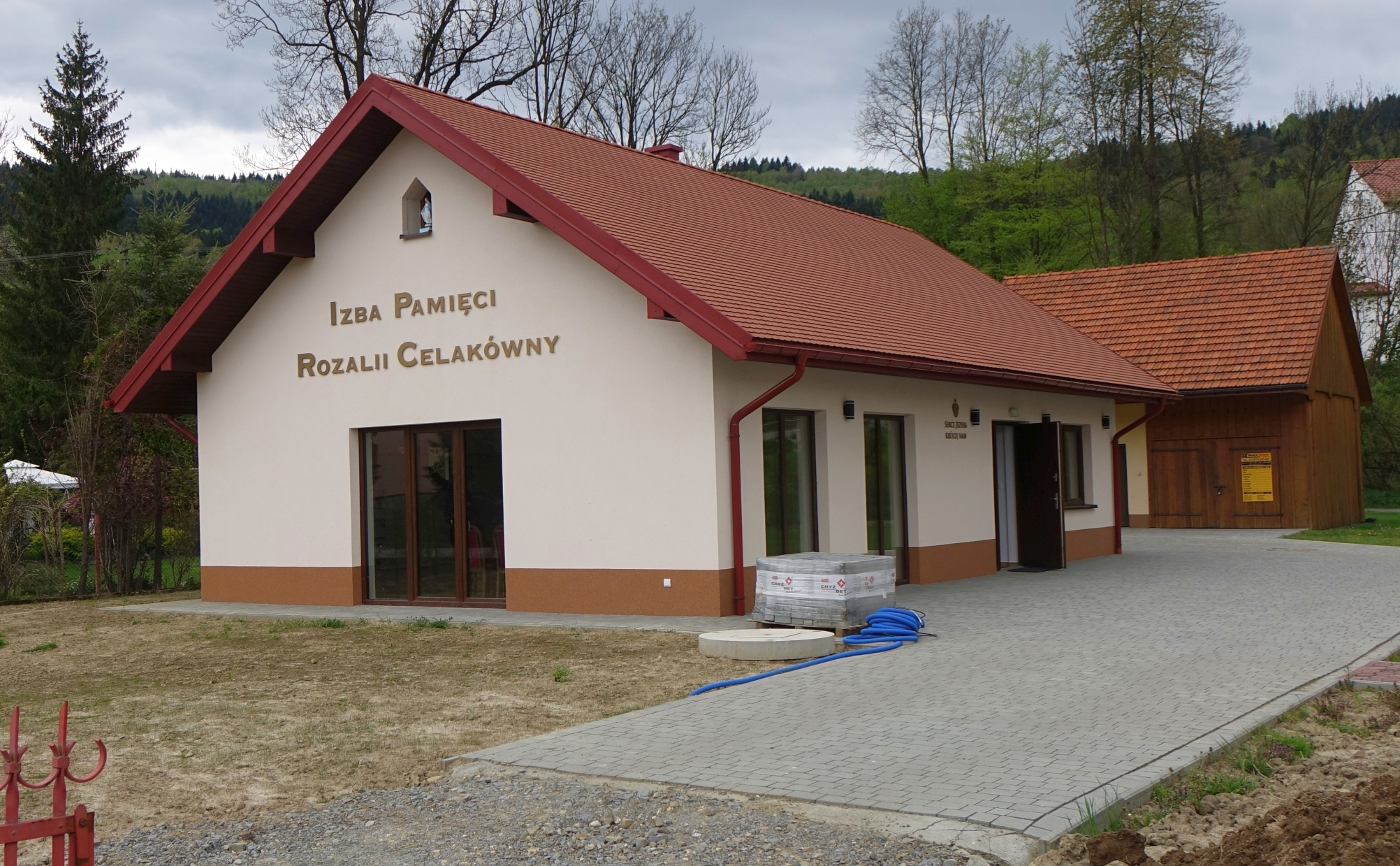
Izba pamięci Rozalii Celakówny
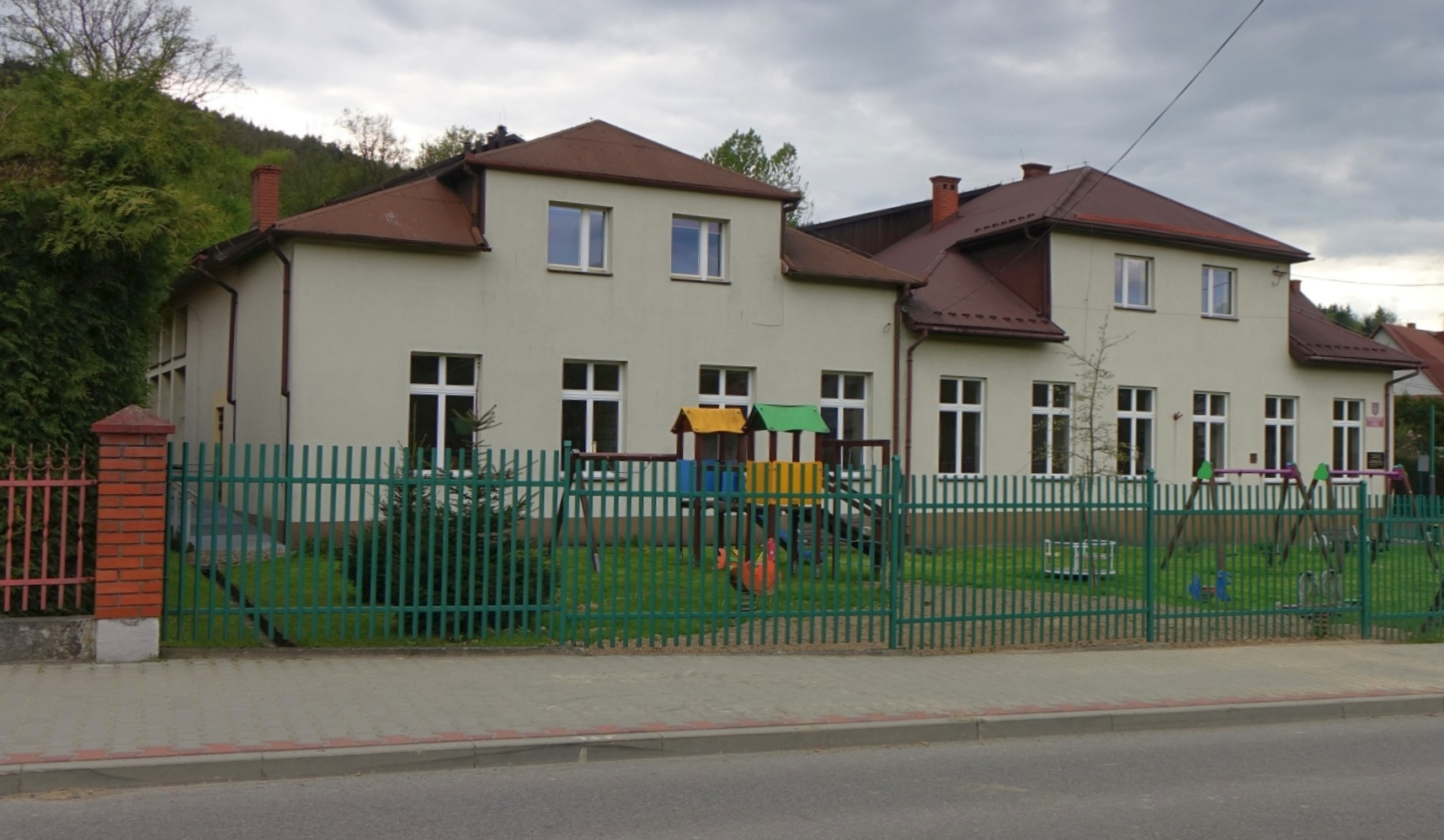
Przedszkole